# Anicius (genre)
Pour les articles homonymes, voir Anicius.
Genre
Anicius  est un genre d'araignées aranéomorphes de la famille des Salticidae.

## Distribution
Les espèces de ce genre sont endémiques du Mexique.

## Liste des espèces
Selon World Spider Catalog (version 20.5, 20/07/2019) :
- Anicius chiapanecus Guerrero-Fuentes & Francke, 2019
- Anicius cielito Guerrero-Fuentes & Francke, 2019
- Anicius dolius Chamberlin, 1925
- Anicius faunus Guerrero-Fuentes & Francke, 2019
- Anicius grisae Guerrero-Fuentes & Francke, 2019
- Anicius maddisoni Guerrero-Fuentes & Francke, 2019

## Publication originale
- Chamberlin, 1925 : New North American spiders. Proceedings of the California Academy of Sciences, sér. 4, vol. 14, p. 105-142 (texte intégral).